# Amblyops trisetosa
Amblyops trisetosa är en kräftdjursart som beskrevs av Nouvel och Lagardère 1976. Amblyops trisetosa ingår i släktet Amblyops och familjen Mysidae. Inga underarter finns listade i Catalogue of Life.